# Rusia en los Juegos Paralímpicos de Sochi 2014
Rusia estuvo representada en los Juegos Paralímpicos de Sochi 2014 por un total de 69 deportistas, 51 hombres y 18 mujeres.

## Medallistas
El equipo paralímpico ruso obtuvo las siguientes medallas:
| Nombre | Deporte                    | Evento                                        |
| --- | -------------------------- | --------------------------------------------- |
| Oro |                            |                                               |
| Alena Kaufman | Biatlón                    | 6 km de pie femenino                          |
| Alena Kaufman | Biatlón                    | 10 km de pie femenino                         |
| Mijalina Lysova | Biatlón                    | 6 km discapacidad visual femenino             |
| Mijalina Lysova | Biatlón                    | 10 km discapacidad visual femenino            |
| Iulia Budaleva | Biatlón                    | 12,5 km discapacidad visual femenino          |
| Svetlana Konovalova | Biatlón                    | 12,5 km sentado femenino                      |
| Roman Petushkov | Biatlón                    | 7,5 km sentado masculino                      |
| Roman Petushkov | Biatlón                    | 12,5 km sentado masculino                     |
| Roman Petushkov | Biatlón                    | 15 km sentado masculino                       |
| Vladislav Lekomtsev | Biatlón                    | 7,5 km de pie masculino                       |
| Azat Karachurin | Biatlón                    | 12,5 km de pie masculino                      |
| Nikolái Polujin | Biatlón                    | 15 km discapacidad visual masculino           |
| Aleksandra Frantseva | Esquí alpino               | Eslalon discapacidad visual femenino          |
| Aleksandra Frantseva | Esquí alpino               | Supercombinada discapacidad visual femenino   |
| Valeri Redkozubov | Esquí alpino               | Eslalon discapacidad visual masculino         |
| Valeri Redkozubov | Esquí alpino               | Supercombinada discapacidad visual masculino  |
| Alekséi Bugáyev | Esquí alpino               | Eslalon de pie masculino                      |
| Alekséi Bugáyev | Esquí alpino               | Supercombinada de pie masculino               |
| Anna Milenina | Esquí de fondo             | 1 km velocidad de pie femenino                |
| Anna Milenina | Esquí de fondo             | 5 km de pie femenino                          |
| Yelena Remizova | Esquí de fondo             | 5 km discapacidad visual femenino             |
| Yelena Remizova | Esquí de fondo             | 15 km discapacidad visual femenino            |
| Mijalina Lysova | Esquí de fondo             | 1 km velocidad discapacidad visual femenino   |
| Roman Petushkov | Esquí de fondo             | 1 km velocidad sentado masculino              |
| Roman Petushkov | Esquí de fondo             | 15 km sentado masculino                       |
| Kiril Mijáilov | Esquí de fondo             | 1 km velocidad de pie masculino               |
| Rushan Minnegulov | Esquí de fondo             | 20 km de pie masculino                        |
| Aleksandr Pronkov | Esquí de fondo             | 10 km de pie masculino                        |
| Alena Kaufman Nikolái Polujin Yelena Remizova Svetlana Konovalova | Esquí de fondo             | 4 × 2,5 km mixto                              |
| Rushan Minnegulov Roman Petushkov Vladislav Lekomtsev Grigori Muryguin | Esquí de fondo             | 4 × 2,5 km clase abierta                      |
| Plata |                            |                                               |
| Iulia Budaleva | Biatlón                    | 6 km discapacidad visual femenino             |
| Iulia Budaleva | Biatlón                    | 10 km discapacidad visual femenino            |
| Svetlana Konovalova | Biatlón                    | 6 km sentado femenino                         |
| Svetlana Konovalova | Biatlón                    | 10 km sentado femenino                        |
| Anna Milenina | Biatlón                    | 6 km de pie femenino                          |
| Mijalina Lysova | Biatlón                    | 12,5 km discapacidad visual femenino          |
| Alena Kaufman | Biatlón                    | 12,5 km de pie femenino                       |
| Nikolái Polujin | Biatlón                    | 7,5 km discapacidad visual masculino          |
| Nikolái Polujin | Biatlón                    | 12,5 km discapacidad visual masculino         |
| Alekséi Bychenok | Biatlón                    | 12,5 km sentado masculino                     |
| Grigori Muryguin | Biatlón                    | 15 km sentado masculino                       |
| Svetlana Pajomova Marat Romanov Aleksander Shevchenko Oxana Slesarenko Andréi Smirnov | Curling en silla de ruedas | Torneo mixto                                  |
| Aleksandra Frantseva | Esquí alpino               | Eslalon gigante discapacidad visual femenino  |
| Aleksandra Frantseva | Esquí alpino               | Supergigante discapacidad visual femenino     |
| Inga Medvedeva | Esquí alpino               | Descenso de pie femenino                      |
| Inga Medvedeva | Esquí alpino               | Eslalon de pie femenino                       |
| Alekséi Bugáyev | Esquí alpino               | Descenso de pie masculino                     |
| Alekséi Bugáyev | Esquí alpino               | Eslalon gigante de pie masculino              |
| Mijalina Lysova | Esquí de fondo             | 5 km discapacidad visual femenino             |
| Mijalina Lysova | Esquí de fondo             | 15 km discapacidad visual femenino            |
| Yelena Remizova | Esquí de fondo             | 1 km velocidad discapacidad visual femenino   |
| Stanislav Chojlayev | Esquí de fondo             | 10 km discapacidad visual masculino           |
| Stanislav Chojlayev | Esquí de fondo             | 20 km discapacidad visual masculino           |
| Rushan Minnegulov | Esquí de fondo             | 1 km velocidad de pie masculino               |
| Grigori Muryguin | Esquí de fondo             | 1 km velocidad sentado masculino              |
| Vladímir Kónonov | Esquí de fondo             | 10 km de pie masculino                        |
| Irek Zaripov | Esquí de fondo             | 15 km sentado masculino                       |
| Ivan Kuznetsov Andréi Dvinyaninov Yevgueni Petrov Dmitri Lisov Vadim Selyukin Alekséi Lysov Maxim Andrianov Ilia Volkov Mijaíl Ivanov Ruslan Tuchin Alekséi Amosov Vasili Varlakov Vladímir Kamantsev Ilia Popov Konstantin Shijov Nikolái Terentiev Vladímir Litvinenko | Hockey sobre hielo         | Torneo mixto                                  |
| Bronce |                            |                                               |
| Natalia Bratiuk | Biatlón                    | 10 km de pie femenino                         |
| Natalia Bratiuk | Biatlón                    | 12,5 km de pie femenino                       |
| Azat Karachurin | Biatlón                    | 7,5 km de pie masculino                       |
| Grigori Muryguin | Biatlón                    | 12,5 km sentado masculino                     |
| Stanislav Chojlayev | Biatlón                    | 15 km discapacidad visual masculino           |
| Kiril Mijáilov | Biatlón                    | 15 km de pie masculino                        |
| Aleksandr Davidovich | Biatlón                    | 15 km sentado masculino                       |
| Aleksandra Frantseva | Esquí alpino               | Descenso discapacidad visual femenino         |
| Aleksander Alyabyev | Esquí alpino               | Eslalon de pie masculino                      |
| Valeri Redkozubov | Esquí alpino               | Eslalon gigante discapacidad visual masculino |
| Alekséi Bugáyev | Esquí alpino               | Supergigante de pie masculino                 |
| Alena Kaufman | Esquí de fondo             | 1 km velocidad de pie femenino                |
| Marta Zaynullina | Esquí de fondo             | 1 km velocidad sentado femenino               |
| Iulia Budaleva | Esquí de fondo             | 5 km discapacidad visual femenino             |
| Svetlana Konovalova | Esquí de fondo             | 12 km sentado femenino                        |
| Anna Milenina | Esquí de fondo             | 15 km de pie femenino                         |
| Vladislav Lekomtsev | Esquí de fondo             | 1 km velocidad de pie masculino               |
| Vladislav Lekomtsev | Esquí de fondo             | 10 km de pie masculino                        |
| Vladislav Lekomtsev | Esquí de fondo             | 20 km de pie masculino                        |
| Oleg Ponomarev | Esquí de fondo             | 1 km velocidad discapacidad visual masculino  |
| Grigori Muryguin | Esquí de fondo             | 10 km sentado masculino                       |
| Aleksandr Davidovich | Esquí de fondo             | 15 km sentado masculino                       |